# Johan Kraft
Johan Kraft, född 21 januari 1748 i Rumskulla församling, död 31 maj 1807 i Rogslösa församling, Östergötlands län, var en svensk präst i Rogslösa församling.

## Biografi
Johan Kraft föddes 21 januari 1748 i Rumskulla socken, där hans far var kyrkoherde. Hösten 1766 blev Kraft student vid Uppsala universitet och yårterminen 1771 blev han filosofie kandidat. Den 8 maj samma år prästvigdes han. 1776 blev han extra ordinarie bataljonspredikant vid Östgöta infanteriregemente. 15 mars 1780 blev Kraft komminister i Kumla församling, Svanshals pastorat och tillträdde 1781. Kraft tog pastoralexamen 24 oktober 1781. 9 mars blev Kraft kyrkoherde i Rogslösa församling, Rogslösa pastorat. Den 9 augusti 1794 blev han prost och 14 mars 1801 Kontraktsprost i Dals kontrakt. Kraft avled 31 maj 1807 i Rogslösa socken.

### Familj
Kraft gifte sig första gången 29 juli 1774 med sin kusin Helena Margareta Kraft (1748-1781). Hon var dotter till kyrkoherden i Rumskulla socken, Petrus Kraft, bror till Johan Krafts far Lars. De fick tillsammans barnen Lars (1775-1805), Christina (1777-1777), Inga Sara (1779-1842) och Måns Pehr (1780-1812).
Kraft gifte sig andra gången 16 juni 1782 med Brita Johanna Zerl (1759-1818). Hon var dotter till kyrkoherden Gabriel Zerl och Brita Johanna Wadman i Högby socken. De fick tillsammans barnen Gustaf Gabriel (1783-1843), Uno (1784-1804), Helena Margareta, Johannes (1786-1861), Brita Charlotta (1788-1788), Jacob (1790-1841), Eva Ulrica (1791-1791), Carolina Christina (1792-1839), Lovisa Ulrica (1793-1849), Nils Fredric (1795-1851),  Anders Adam (1798-1799), Dorothea (1800-1800) och Carl (1801-1803).
I Rogslösa kyrka finns en minnesvård över familjen Kraft. Den har inskriptionen:
| ” | Aktning och kärlek följde honom i lifvet, saknad i döden. | „ |